# Îles Ioniennes vénitiennes
1363 – 17 octobre 1797
Entités précédentes :
- Empire byzantin
- Grèce ottomane (Leucade, 1684)

Entités suivantes :
- République française (départements français de Grèce)
- Grèce ottomane (Leucade, 1479)

La période vénitienne des îles Ioniennes s'étend entre le Moyen Âge et 1797, lorsque l'archipel des îles Ioniennes appartient au Stato da Màr, nom donné aux territoires ultramarins de la république de Venise. L'archipel, de culture grecque et auparavant byzantin mais déjà convoité par les Normands d'Italie, est graduellement conquis par la Sérénissime à partir du XIIIe siècle, puis reste possession de celle-ci jusqu'à la fin du XVIIIe siècle. Les premières îles à tomber dans l'escarcelle de la Sérénissime sont Cythère et sa voisine Anticythère, d'abord soumises indirectement grâce à un mariage d'un noble vénitien (1238) puis directement (1363). En 1386, c'est l'île de Corfou, la plus septentrionale de l'archipel, qui passe durablement sous le contrôle de Venise. La conquête continue en 1485 avec la capture de Zante, puis celle de la montagneuse Céphalonie en 1500 et d'Ithaque 3 ans plus tard (1503). L'expansion vénitienne en Ionie s'achève en 1718 avec la prise de Leucade. L'archipel reste une partie du Stato da Màr jusqu'en 1797 lorsque la République vénitienne est dissoute par Napoléon Bonaparte au traité de Campo-Formio. 
Les Îles Ioniennes sont situées dans la mer du même nom le long des côtes ouest de l'Épire et de l'Acarnanie, à l'exception de Cythère et d'Anticythère qui se trouvent à la pointe sud du Péloponnèse et donc aux limites des mers de Crète, Ionienne et Myrtoenne. Au nord, l'île de Corfou est à la limite sud de l'Adriatique. Sous domination vénitienne, les Îles Ioniennes sont gouvernées par un gouverneur provincial : le Provveditore generale da Mar, résidant à Corfou. Au niveau de base, l'administration de chaque île est divisée entre l'autorité vénitienne et un archonte local. L'économie de l'archipel, intégrée à l'économie vénitienne notamment au niveau monétaire, repose surtout sur l'exportation d'huile d'olive et de vin. La culture vénitienne, durant près de six siècles, influence les sociétés ioniennes qui en gardent aujourd'hui des traces sur les plans culinaire, musical ou linguistique. 

## Relations entre Venise et Byzance
Venise est fondée en 421, après la destruction de communautés voisines, par les Huns et les Lombards. Durant l'Antiquité tardive et le Haut Moyen Âge, Venise fait partie de l'Empire romain d'Orient. Située au nord de l'Adriatique, loin de Constantinople, désormais centre du pouvoir romain, c'est un avant-poste de plus en plus autonome de l'Italie byzantine. Au cours de la reconquête de l'Italie menée par Justinien Ier et son général Bélisaire face aux Wisigoths, Venise est un important bastion de l'Empire dans l'exarchat de Ravenne. Ravenne est le centre politique de l'exarchat, le siège des plus hauts responsables militaires de l'Empire en Italie du nord et un centre d'art chrétien proche du patriarcat d'Aquilée. Subalternes militaires de l'exarque, les fonctionnaires vénitiens sont appelés « tribuns », et c'est seulement en 697 qu'apparaît le titre de dux (doge) équivalent à un commandement militaire.
Malgré l'élection du premier doge, des éléments tels que les honneurs et ordres reçues par le doge de l'Empereur prouvent que Venise fait bien partie de l'Empire romain d'Orient (que nous appelons, depuis le XVe siècle, « byzantin »), même après la prise de Ravenne par les Lombards en 752. En dépit de la Pax Nicéphori (803), qui reconnaît la souveraineté byzantine sur Venise, l'influence de l'Empereur romain décline lentement. En 814, Venise fonctionne déjà comme une république indépendante, tout en gardant une relation privilégiée avec l'Empire, et en bénéficiant de nombreuses franchises grâce à la négociation d'avantages accordés par les empereurs, comme le chrysobulle de 1082.
La quatrième croisade (1202-1204), à laquelle Venise participe, entraîne la mise à sac la capitale byzantine et permet à la République de revendiquer une large part de l'Empire byzantin. Les relations entre les Vénitiens et les « Grecs » sont donc durablement refroidies et le traité entre Venise et l'empire de Nicée de 1219 ne suffit pas à les réchauffer. Les relations diplomatiques s'améliorent cependant après 1282 et les Vêpres siciliennes, durant lesquelles Venise soutient le soulèvement contre Charles d'Anjou, le roi français de Sicile, avec lequel la République s'était précédemment alliée contre Byzance.

## Toponymie
Les îles sont désignées, à la fois individuellement et collectivement, par différents noms. Le nom vénitien des îles ioniennes est Ixołe Jonie, l'italien Isole Ionie, Ionioi nêsoi (Ἰόνιοι Νῆσοι) en grec puriste et Ionia nisia (Ιόνια Νησιά) en grec moderne.
Les sept îles principales sont, du nord au sud :
- Corfou (grec : Kerkyra, italien : Corfù)
- Paxos (grec : Paxi, italien : Passo)
- Leucade (grec : Leucas, italien : Santa Maura ou Lèucade)
- Céphalonie (grec : Kefal(l)onia ou Kefal(l)inia, italien : Cefalonia)
- Ithaque (grec : Ithaki ou Thiaki, italien : Itaca, Val di Compare ou Piccola Cefalonia)
- Zante (grec : Zakynthos, italien : Zante ou Zacinto)
- Cythère (grec : Kythira, italien : Cerigo)

## Histoire

### Période romano-byzantine
Sous l'Empire Romain, les Îles Ioniennes sont rattachées aux provinces d'Achaïe et d'Épire. À partir de la fin du VIIIe siècle, elles forment (à l'exception de Cythère et d'Anticythère) le thème byzantin de Céphalonie. Aux XIe et XIIe siècles, l'archipel devient un enjeu des guerres byzantino-normandes auxquelles se mêlent Vénitiens et Pisans. Finalement, toutes les îles du thème de Céphalonie sont prises par le roi normand Guillaume II de Sicile en 1185, à l'exception de Leucade et de Corfou, finalement rendue en 1191 aux Byzantins. Ces possessions normandes deviennent le comté palatin de Céphalonie et Zante, gouverné par le Grand Amiral du royaume de Sicile Margaritus de Brindisi.

### Francocratie
Après la Quatrième croisade et le Partitio terrarum imperii Romaniae (« Partage des terres de l'Empire de Romanie »), Corfou devient vénitienne. En 1207 le doge Pietro Zani donne l'île en fief à dix nobles vénitiens. Corfou passe aux mains du despote d'Épire vers 1214, et est capturée en 1257 par Manfred de Sicile. Néanmoins, avec la défaite de Manfred à Bénévent et la signature du traité de Viterbe le 27 mai 1267, Corfou devient une possession du royaume angevin de Naples. Pendant ce temps, le reste des îles continue à faire partie du Comté palatin, qui, tout au long de son existence, fut gouverné par trois familles : les Orsini (dont la parenté avec la famille romaine Orsini n'est pas attestée), la Maison d'Anjou et la famille Tocco. La domination de la famille Tocco dura 122 ans, jusqu'en 1479, lorsque les Ottomans s'emparèrent de Céphalonie, Zante, Leucade et Ithaque.